# Sorbus lingshiensis
Sorbus lingshiensis är en rosväxtart som beskrevs av K. Rushforth. Sorbus lingshiensis ingår i släktet oxlar, och familjen rosväxter. Inga underarter finns listade i Catalogue of Life.